# Letka
La Letka (in russo Летка?) è un fiume della Russia europea orientale, affluente di destra del fiume Vjatka (bacino idrografico della Kama). Scorre nella Repubblica dei Komi, nel Priluzskij rajon, e nell'Oblast' di Kirov, nel Slobodskoj rajon.
La sorgente del fiume si trova negli Uvali settentrionali, 43 km a nord-est del villaggio di Letka. Nel corso superiore il fiume scorre in direzione sud-ovest, vicino al villaggio di Letka gira a sud-est. Il canale è molto tortuoso. L'alto e il medio corso attraversano zone boschive, più vicini alla foce appaiono i prati. Nel corso inferiore forma numerosi stagni e lanche. La larghezza del fiume poco prima della sua foce è di 40-50 metri. Sfocia nella Viatka a 804 km dalla foce, vicino al villaggio di Šestakovo. Ha una lunghezza di 260 km, il suo bacino è di 3 680 km².